# Werner E. Hintz
Pour les articles homonymes, voir Hintz.
Werner Erich Hintz (1907-1985) est romancier, dramaturge et scénariste allemand, auteur de nombreux romans policiers et d’aventures.

## Biographie
Il écrit principalement dans les années 1930 et 1940 plusieurs romans policiers et romans d'aventures, ainsi que des scénarios pour des courts métrages.
Après la Seconde Guerre mondiale, il écrit surtout des pièces de théâtre pour enfants, puis devient, dans les années 1970, un scénariste très sollicité par la télévision allemande.

## Œuvre

### Romans
- Der Wochen-Roman (19XX)
- Seine Exzellenz der Hochstapler: Ein humorist Kriminalroman (1930)
- Masken um Gundula: Kriminalroman (1933)
- Spuk auf der  Atlanta: Kriminalroman (1933) Publié en français sous le titre Tempête sur l'Atlanta, Paris, Librairie des Champs-Élysées, coll. « Le Masque » no 270, 1939
- Spienin Wider Willen (1933)
- Liebe, kleine Gisel! (1934)
- Alles auf eine Karte (1934)
- Die letzte seite Fehlt!: Kriminalroman (1935)
- Die glückliche Hand (1935)
- Die seltsame Frau Corsignac: Kriminalroman (1936)
- Die Drei aus dem Niemandsland (1937)
- Der Tod Lauert im Moor: Kriminalroman (1937)
- Am Rande der Welt: Abenteuer-Roman (1938)
- Harald und die Hunderttausend (1938)
- Stürm über Norderhöft: Kriminalroman (1938)
- Die Faust des Sabatini: Kriminalroman (1940)
- Der 13 Gast (1940)

### Théâtre
- Singt und spielt mit Onkel Tobias: Ein Spielbuch für frohe und trübe Tage (1952)
- Heut' machen wir Kasperletheater. Ein Spiel- und Bastelbuch (1952)
- Peter, benimm dich!: Ein "guter Ton" f. kleine Leute (1954)
- Aus der Jugendzeit (1954)
- Kasperlespiele (1961)
- Anschlag auf den Pazifik-Expres: Ein spannendes Hörspiel  (1962), pièce radiophonique
- Kasperlespielbuch Domino (1964)

### Scénarios

#### Au cinéma
De nombreux courts métrages, puis :
- 1959 : Alle Tage ist kein Sonntag, film allemand réalisé par Helmut Weiss

#### À la télévision
- 1973 : So'n Theater, téléfilm allemand de Thomas Engel
- 1973 : Pariser Nächte, téléfilm allemand de Ferry Olsen
- 1974 : Preussenkorso Nr. 17, téléfilm allemand de Claus Peter Witt
- 1975 : Lichtspiele am Preussenkorso, mini-série allemande réalisée par Hans-Dieter Schwarze, scénario de Curth Flatow, Werner E. Hintz et Horst Pillau
- 1975 : Beschlossen und verkündet, série télévisée allemande, 11 des 13 épisodes sont signés par Werner E. Hintz
- 1977 : Preussenkorso 45-48, téléfilm allemand de Erik Ode
- 1984-1995 : Berliner Weiße mit Schuß, série télévisée allemande, 2 épisodes réalisés en 1984 et 1985 sont signés par Werner E. Hintz

## Sources
- Jacques Baudou et Jean-Jacques Schleret, Le Vrai Visage du Masque, vol. 1, Paris, Futuropolis, 1984, 476 p. (OCLC 311506692), p. 240.